# Roman Kierpacz
Roman Kierpacz est un lutteur polonais né le 5 février 1961.

## Palmarès

### Championnats du monde
- Médaille d'argent en 1987 à Clermont-Ferrand (France).
- Médaille de bronze en 1978 à Mexico (Mexique).

### Championnats d'Europe
- Médaille de bronze en 1987.
- Médaille d'or en 1985.
- Médaille de bronze en 1983.
- Médaille de bronze en 1982.
- Médaille d'or en 1980.